# Adrien-Marie Legendre
Adrien-Marie Legendre (francés: /adʁiɛ̃ maʁi ləʒɑ̃ːdʁ/; 18 de septiembre de 1752-10 de enero de 1833), fue un destacado matemático francés. Otorgó importantes contribuciones a la estadística, a la teoría de números, al álgebra abstracta y al análisis matemático. Intervino en geodesia y en la comisión que estableció el metro como unidad de medida internacional.

## Biografía
Legendre nació en París el año 1752 en una familia adinerada. Recibió su educación en el Collège Mazarin en París, y defendió su tesis en física y matemáticas en 1770.
De 1775 a 1780, Legendre fue profesor de matemáticas de la Escuela Militar de París y profesor de la École Normale desde 1795.
En esta época, también es posible seguir la intervención de "Le Gendre" (alias de Legendre) en las filas de la comisión internacional encargada de verificar todos los trabajos implicados en la decisión de adoptar el sistema métrico.
En 1782, la Academia de Berlín otorgó a Legendre un premio por su "Tratado de proyectiles en medios resistentes". Este tratado también le atrajo a la atención de Lagrange.
El 30 de marzo de 1783, se convirtió en ingeniero asistente de la Academia de Ciencias de Francia reemplazando a Laplace, pasando a ser miembro asociado en 1785. En 1789 fue elegido Miembro de la Royal Society.
En 1785, basándose en los trabajos de su predecesor Euler, formula una nueva conjetura sobre la ley de reciprocidad cuadrática, que luego sería demostrada por Gauss.
En 1787, fue nombrado Comisionado de Operaciones geodésico junto con Pierre Méchain y Jean-Baptiste Joseph Delambre de la Comisión Anglo-Francesa (1784-1790) formada para calcular la distancia exacta entre el Observatorio de París y el Real Observatorio de Greenwich mediante trigonometría. Con este fin, en 1787 visitó Dover y Londres junto con Jean-Dominique, conde de Cassini y Pierre Méchain.
Cuando se inicia la Revolución francesa, se ve obligado a esconderse en París durante la etapa del Terror, perdiendo su fortuna personal. En esta época conoce a Margaret Couhin Claudine, con quien se casó en 1793. Margaret le ayudó a establecer sus asuntos en orden.
En 1795, Legendre se convirtió en uno de los seis miembros de la Sección de Matemáticas de la reconstituida Academia de las Ciencias, rebautizada como Instituto Nacional de Ciencias y Artes.
En 1797-1798 formula el teorema de los números primos en su libro sobre teoría de números (al parecer, Gauss ya había hecho esta conjetura en 1792, pero no lo reveló hasta 1849).
Más tarde, en 1803, Napoleón Bonaparte reorganizó el Instituto Nacional, y Legendre se convirtió en miembro de la Sección de Geometría. De 1799 a 1815, trabajó como examinador de matemáticas para estudiantes aspirantes a la graduación en artillería en la École Militaire.
Desde 1812, reemplaza a Joseph-Louis Lagrange en el Bureau des Longitudes.
En 1824, se le negó su pensión de la École Militaire a Legendre porque se negó a votar por el candidato del gobierno en el Instituto Nacional, el conde de Corbière, Ministro del Interior del gobierno ultrarrealista. Su pensión fue parcialmente restablecida con el cambio de gobierno en 1828. En 1831 fue nombrado Oficial de la Legión de Honor.
Sobre el carácter del hombre, existen pocas evidencias. Stendhal, que tiene muy malas palabras hacia su compañero de Grenoble Joseph Fourier, con quien había trabajado como prefecto y a quien había ignorado como científico, no es menos irónico con Legendre. En el capítulo 24 de su Vida de Henry Brulard, escribe que:

"Es cosa singular que los poetas del corazón, los sabios propiamente dichos, son serviles y cobardes... Rentistas de la cobardía: Bacon, Laplace, Cuvier. Lagrange fue menos llano, creo... El famoso Legendre, geómetra de primera clase, recibiendo la Cruz de la Legión de Honor, la ató a su abrigo, se miró en el espejo y saltó de alegría. El apartamento era de baja altura, su cabeza golpeó el techo, y cayó medio aturdido. ¡Habría sido una muerte digna de este sucesor de Arquímedes!"

Legendre murió en París el año 1833, después de una larga y penosa enfermedad. Su viuda conservó cuidadosamente las pertenencias del matemático para preservar su memoria. A su muerte en 1856, fue enterrada junto a su marido en el cementerio del pueblo de Auteuil, donde la pareja había vivido, y dejó su última casa de campo a la aldea.

## Cargos públicos
| Predecesor: Pierre-Simon Laplace | Examinateur des aspirants et élèves de l'artillerie 1799-1812             | Sucesor: Siméon Denis Poisson |
| Predecesor: Pierre-Simon Laplace | Examinateur permanent de mathématiques de l’École polytechnique 1799-1815 | Sucesor: Gaspard de Prony     |

## Contribuciones científicas
Gran parte de su obra fue perfeccionada por otros matemáticos: su trabajo en las raíces de polinomios inspiró la teoría de Galois; el trabajo de Abel en funciones elípticas fue construido sobre los trabajos de Legendre; y ciertos avances de Gauss en estadística y teoría de números complementan los de Legendre.

### LosElementos de Geometría
Ansioso por simplificar los Elementos de Euclides, Legendre escribió una de las publicaciones educativas de mayor éxito: sus Elementos de Geometría, con 20 ediciones en vida de su autor (la primera edición data de 1794, la vigésima, de 1823). El autor utiliza declaraciones breves y concretas con las definiciones mínimas. Las demostraciones abandonan el lenguaje de las proporciones: las relaciones algebraicas aparecen dentro del texto. En general, Legendre elimina el argumento de la necesidad de la continuidad de una línea, o de la existencia necesaria de un límite. Esto conduce a un uso extensivo del razonamiento por reducción al absurdo, que es una de las principales críticas que se han hecho a este libro.
La última edición fue traducida al inglés al poco tiempo, y disfrutó del mismo éxito en los Estados Unidos durante todo el siglo XIX. Crelle lo tradujo al alemán en 1822. En Francia, Editorial Didot era propietaria de los derechos del libro, y posteriormente difundieron versiones abreviadas de Elements debidas a M.A. Blanchet (1854, 1862) y Girard (1881). Libros de texto posteriores (por ejemplo, Geometría de Rouche y Comberousse), siguieron casi exactamente el orden y los términos de los Elementos de Legendre.
En la Historia de la geometría, Legendre sigue siendo conocido por haber tratado de demostrar en vano el axioma de las rectas paralelas; utilizando el razonamiento de hecho por reducción al absurdo, nunca dio el paso de imaginar que podían existir geometrías donde el quinto postulado es falso, un resultado detectado por Saccheri. Este paso se dio un par de décadas más tarde por los diseñadores de las geometrías no euclidianas: Nikolái Lobachevski, Janos Bolyai y Carl Friedrich Gauss.

### Mecánica celeste
Legendre enseñó durante cinco años en la Academia Militar de Francia, desarrollando sus primeros trabajos dedicados a estudiar la trayectoria de los proyectiles, de donde dedujo sus métodos para el estudio de los cometas (1805). Fue durante la elaboración de estos cálculos de mecánica celeste cuando ideó sus trabajos sobre el método de los mínimos cuadrados.

### Método de losmínimos cuadrados
Desarrolló y fue el primero en publicar este procedimiento, adelantándose al mismísimo Gauss, que no lo había publicado, aunque al parecer llegó a los mismos resultados con anterioridad. Este método tiene un gran número de aplicaciones en regresión lineal, procesamiento de señales, estadística y ajuste de curvas. El método fue publicado en 1806, en un apéndice de su libro sobre la "Trayectoria de los cometas".
No debe olvidarse que hoy en día, el término "método de los mínimos cuadrados", se usa como traducción directa del término francés "méthode des moindres carrés".

### Mecánica clásica
En mecánica, es conocido por la transformada de Legendre, utilizada para pasar de la formulación lagrangiana a la formulación hamiltoniana de la mecánica clásica. También se usa en termodinámica para obtener la entalpía de las energías libres de Helmholtz y de Gibbs partiendo de la energía interna.

### Aritmética
En 1825, completó la demostración del último teorema de Fermat para el exponente n = 5 (ver demostraciones del último teorema de Fermat), siguiendo el trabajo de Dirichlet.
En aritmética modular, desarrolló la ley de reciprocidad cuadrática (Ensayo sobre la teoría de los números (1798)), conjeturada por Euler y posteriormente demostrada por Gauss. También hizo un trabajo pionero sobre la distribución de números primos y sobre la aplicación del análisis matemático en la teoría de números. Su conjetura (esbozada en 1797-8) sobre el teorema de los números primos fue rigurosamente probada por Hadamard y por La Vallée Poussin en 1896.

### Análisis matemático
Legendre hizo una impresionante cantidad de trabajo sobre funciones elípticas, incluyendo la clasificación de integrales elípticas, aunque debe a Niels Henrik Abel la idea de estudiar las inversas de las funciones de Jacobi y así resolver completamente el problema.
También le deben su nombre los polinomios de Legendre, soluciones a la ecuación diferencial de Legendre, que se utilizan con frecuencia en aplicaciones de física e ingeniería, como por ejemplo en electrostática.

### Variable compleja
Hacia 1811 concibió la función gamma, e introdujo el símbolo {\displaystyle \Gamma }, normalizándolo para: {\displaystyle \Gamma (n+1)=n!}

## Eponimia
Además de los distintos conceptos matemáticos que llevan su nombre, se tiene que:
- El cráter lunar Legendre lleva este nombre en su memoria.[10]
- El asteroide (26950) Legendre también conmemora su nombre.

## El falso retrato
Durante dos siglos, hasta que se descubrió el error en 2009, la imagen utilizada para representar a Adrien-Marie Legendre era en realidad la del político francés Louis Legendre (1752-1797). El error proviene del hecho de que el retrato estaba descrito como un simple "Legendre". El único retrato conocido de Adrien-Marie Legendre, recientemente descubierto, se encuentra en el Álbum de 73 caricaturas a la acuarela de los miembros del Instituto (1820), una colección de caricaturas de miembros de varias academias (Bellas Artes, Ciencias y Francés) y de algunos de sus estudiantes, pintadas por el artista francés Julien-Léopold Boilly.
[cita requerida]
| |
| Caricaturas a la acuarela de los matemáticos franceses Adrien-Marie Legendre (izquierda) y Joseph Fourier (derecha) por el artista francés Julien-Léopold Boilly |

| |
| Retrato del político francés Louis Legendre (1752-1797), utilizado durante casi 200 años para representar a Adrien-Marie Legendre. |

## Obras
- Sur la figure des planètes. París. 1784. (En este libro aparecen por primera vez los «polinomios de Legendre»)
- Éléments de géométrie. París: Firmin Didot. 1794. (reeditado por Blanchet, 1823 (en línea): (ou 1849):
- Mémoire sur les transcendantes elliptiques. París. 1794.
- Essai sur la théorie des nombres. Paris, An VI: Duprat. 1797-1798. (2e éd., Courcier, 1808, 3e éd., Firmin-Didot, 1830, en 2 vol.)* Supplément à l'essai sur la théorie des nombres, seconde édition. París. 1816.. Bibliothèque de l'Institut, in-4°, M 572 A(2).
- Essai sur la théorie des nombres. Second supplément. París. 1825.. Bibliothèque de l'Institut, in-4°, M 572 A(3).
- Nouvelle théorie des parallèles. París. 1803.
- Nouvelles méthodes pour la détermination des orbites des comètes. París: Firmin Didot. 1819. Archivado desde el original el 2 de septiembre de 2011. (En un apéndice de este libro aparece el «método de los mínimos cuadrados».
- Exercices du calcul intégral (3 vol.). París. 1811-1817.
- Traité des fonctions elliptiques et intégrales Eulériennes (Vol.1) (3 vol.). París: Huzard-Coursier. 1826–1829.
- Traité des fonctions elliptiques et intégrales Eulériennes (Vol.2) (3 vol.). París: Huzard-Coursier. 1826–1829.
- Traité des fonctions elliptiques et intégrales Eulériennes (Vol.3) (3 vol.). París: Huzard-Coursier. 1826–1829.

## Honores
- Caballero de la Legión de Honor
- Miembro de la Academia de Ciencias de Francia
- Su nombre es parte de la lista de setenta y dos nombres de eruditos incluida en la Torre Eiffel.
- La Calle Legendre del XVII Distrito de París lleva su nombre desde 1865; y el vecino pasaje de Legendre lo lleva desde 1877.
- El cráter lunar Legendre fue nombrado en su honor en 1935 por la Unión Astronómica Internacional.

### Escudo de armas
|  | Cortado y medio partido. En el primer tercio, con fondo de azur, una torre almenada de cinco cuerpos sostenida por una roca sobre mar de plata, rematada con una linterna de sable encendida con luz de gules. En el tercio superior derecho, sobre fondo de sable, el globo terrestre rematado con una mano sosteniendo un compás en la acción de medirlo (todos de oro). Por último, en el tercio inferior, la gran cruz símbolo de la Legión de Honor sobre fondo de gules |

## Lecturas relacionadas
- Notices d’autorité : Fichier d’autorité international virtuel
- International Standard Name Identifier
- Bibliothèque nationale de France
- Système universitaire de documentation
- Bibliothèque du Congrès
- Gemeinsame Normdatei
- Bibliothèque nationale de la Diète
- WorldCat